# Річне (Леб'яжівський округ)
Річне́ (рос. Речное) — село у складі Леб'яжівського округу Курганської області, Росія.
Населення — 395 осіб (2010, 530 у 2002).